# Поздняков, Сергей Петрович
Сергей Петрович Поздняков (1896—1949) — подполковник Советской Армии, участник Великой Отечественной войны, Герой Советского Союза (1943).

## Биография
Сергей Поздняков родился 2 июля 1896 года в деревне Голуяновка (ныне — Сосновский район Тамбовской области). Окончил неполную среднюю школу. В 1918—1922 годах проходил службу в Рабоче-крестьянской Красной Армии, участвовал в боях Гражданской войны. В 1919 году Поздняков окончил курсы усовершенствования командного состава. В 1932 году он повторно был призван в армию. С начала Великой Отечественной войны — на её фронтах. В 1942 году Поздняков окончил артиллерийские курсы, в 1944 году — Высшую офицерскую артиллерийскую школу.
К сентябрю 1943 года подполковник Сергей Поздняков командовал 138-м армейским миномётным полком 60-й армии Центрального фронта. 22 сентября 1943 года минполк был придан 75-й гвардейской стрелковой дивизии и поддерживал её боевые действия по форсированию реки Днепр и в боях за удержание и расширение плацдарма. Командующий артиллерией 60-й армии генерал-майор артиллерии Косенко П. И. в наградном листе написал:

Первым из всей артиллерии форсировал реку Днепр. В боях за овладение плацдармом и его расширение на правом берегу реки Днепр под деревнями Ясногородка и Глебовка полк непрерывно обеспечивал огнём наступательные действия 231 сп. и 241 сп. 75 ГСД, при этом противнику нанесены потери: убито до 200 солдат и офицеров противника, уничтожена одна минбатарея, 3 пулемётных точки, 20 повозок с боеприпасами и 2 автомашины.
В наступательных боевых операциях т. Поздняков показал себя смелым, решительным и хорошо знающим своё дело командиром. При форсировании рек Сейма, Десны и Днепра он лично руководил переправами, причём переправы были организованы исключительно из подручного материала и только силами полка.
В результате энергичного и умелого командования полком офицерский, сержантский и рядовой состав выполняет боевые задачи чётко, решительно и организованно.
Отзывы командиров 248 ОКСВо и командующего артиллерией 75 ГСД о работе Минполка и командования подполковника Позднякова свидетельствуют о том, что офицерский, сержантский и рядовой состав полка самоотверженно ведёт борьбу с фашистскими захватчиками, а командир полка подполковник Поздняков проявил исключительную энергию.
Указом Президиума Верховного Совета СССР от 17 октября 1943 года за «умелое руководство боевыми действиями миномётного полка, образцовое выполнение боевых заданий командования на фронте борьбы с немецкими захватчиками и проявленные при этом мужество и героизм» подполковник Сергей Поздняков был удостоен высокого звания Героя Советского Союза с вручением ордена Ленина и медали «Золотая Звезда» за номером 1098.
В 1946 году Поздняков был уволен в запас. Проживал и работал в Бресте. Трагически погиб в результате несчастного случая 30 сентября 1949 года, похоронен на Гарнизонном кладбище Бреста.
Был также награждён орденом Отечественной войны 1-й степени и двумя орденами Красной Звезды, рядом медалей.